# Jason Rezaian
Jason Rezaian (persan : جیسون رضائیان ; né le 16 mars 1976 dans le comté de Marin en Californie) est un journaliste irano-américain qui a été chef du bureau de Téhéran pour The Washington Post. Il a été reconnu coupable d'espionnage lors d'un procès à huis clos en Iran en 2015 et emprisonné pour « activités des ennemis (de l'Iran) et de leurs agents » entre le 22 juillet 2014 et le 16 janvier 2016.
Le 22 juillet 2014, les autorités iraniennes arrêtent Jason Rezaian et sa femme, Yeganeh Salehi, et placent le couple en garde à vue, les accusant d'espionnage. Alors que Salehi, également journaliste, est libérée le 6 octobre, Jason reste en détention à la prison d'Evin, un centre de détention de Téhéran connu pour héberger des prisonniers politiques et des intellectuels. Après neuf mois, il est rendu public, le 20 avril 2015, que les autorités iraniennes l'ont inculpé de quatre chefs d'accusation, dont espionnage et « propagande contre l'establishment ». Son procès commence le 26 mai 2015 ; sa condamnation est prononcée le 11 octobre 2015. Le 22 novembre 2015, des responsables iraniens déclarent qu'il a été condamné à une peine de prison, dont la durée n'est pas révélée,. Le 16 janvier 2016, il est annoncé qu'il a été libéré.

## Biographie

### Origines et jeunesse
Jason Rezaian nait le 15 mars 1976 et grandit dans le comté de Marin, en Californie, dans la région de la baie de San Francisco. Il fréquente la Wheaton Central High School à Wheaton (Illinois), de 1990 à 1992, avant d'aller à la Marin Academy de San Rafael (Californie), où il obtient son diplôme d'études secondaires. Il détient à la fois la nationalité américaine et iranienne. Son défunt père, Taghi, a émigré d'Iran aux États-Unis en 1959 ; il appartenait à une famille chiite qui était gardienne du sanctuaire chiite à Machhad en Iran. Sa mère, Mary (née Breme), américaine d’origine slovène, chrétienne évangélique, originaire de Chicago, a déménagé des États-Unis en Turquie après la mort de son mari,. Ses parents se sont rencontrés lors de leurs études. Rezaian a aussi un frère.

### Journalisme
Rezaian s'installe en Iran en tant que journaliste en 2009. Avant de devenir correspondant du Post à Téhéran en 2012, il écrit pour d'autres publications telles que le San Francisco Chronicle et Monocle. Son épouse, Yeganeh Salehi, est une citoyenne iranienne qui est correspondante pour The National, un journal basé aux Émirats arabes unis. Après son arrestation, ses cartes de presse ont été révoquées.

## Arrestation et détention
Dans la nuit du 22 juillet 2014, les forces de sécurité du gouvernement iranien font une descente dans la résidence de Jason Rezaian à Téhéran et l'arrêtent ainsi que sa femme. Les agents auraient confisqué des ordinateurs portables, des livres et des notes. Lors d'un autre raid cette nuit-là, les forces de sécurité arrête également une photojournaliste et son mari, tous deux citoyens américains. The Washington Post annonce pour la première fois la nouvelle des arrestations le 24 juillet. Le 25 juillet, le chef du ministère de la Justice de Téhéran, Gholam-Hossein Esmaili, confirme les arrestations. Il déclare : « Nous sommes maintenant dans la phase d'enquête. Je pense que nous serons en mesure de fournir plus d'informations après une enquête technique et un interrogatoire. » Il ne précise pas pourquoi ils ont été arrêtés. Il ajoute :« Les forces de sécurité surveillent tout le pays et contrôlent les activités des ennemis. Elles ne permettront pas que notre pays devienne une terre où nos ennemis et leurs agents mènent leurs activités. »
La photojournaliste et son mari sont libérés en quelques semaines tandis que la femme de Rezaian, Salehi, est libérée sous caution le 6 octobre. Les autorités iraniennes ne révèlent pas où se trouve Rezaian ni son état, ni les circonstances entourant l'arrestation du couple et sa détention ultérieure. Des responsables de la justice iranienne et du ministère de la Culture et de l'Orientation islamique auraient déclaré mi-août 2014 aux journalistes que l'affaire était « liée à la sécurité » et qu'il était dangereux d'enquêter dessus. Un autre évoque les « activités des ennemis (de l'Iran) et de leurs agents ». Un quotidien conservateur parle d'accusations d'espionnage.
Le 7 décembre, le département d'État des États-Unis annonce que Jason Rezaian a été inculpé par un tribunal iranien d'infractions non précisées. Selon le département d'État, il s'est vu refuser la libération sous caution, n'a pas été autorisé à parler avec son avocat et le gouvernement iranien a rejeté à plusieurs reprises les demandes du Secrétaire d'État des États-Unis John Kerry pour des services consulaires via l'ambassade de Suisse, la puissance protectrice des États-Unis en Iran. Dans un communiqué, Kerry réitère ses appels à la libération de Rezaian, ainsi que celles d'Amir Hekmati, Saeed Abedini et Robert Levinson, trois autres Américains également détenus en Iran à cette date.
Le 15 janvier 2015, un procureur iranien déclare aux médias d'État que Jason Rezaian sera jugé en Iran par un tribunal révolutionnaire pour des accusations non précisées. Quelques semaines plus tard, le 1er février, sa famille annonce que l'affaire serait entendue par le juge Abolghassem Salavati, une figure controversée du système judiciaire iranien connu pour avoir prononcé des peines sévères (dont de lourdes peines de prison, des coups de fouet et la mort) envers des prisonniers politiques et ceux considérés comme une menace pour la sécurité nationale. Le 1er mars, après plus de sept mois de détention, Jason Rezaian obtient l'autorisation d'engager un avocat agréé par le tribunal.
Le 20 avril 2015, The Washington Post rapporte que les autorités iraniennes accusent Rezaian d'espionnage et de trois autres crimes graves, notamment de « collaboration avec des gouvernements hostiles » et de « propagande contre l'establishment ». La déclaration, publiée depuis Téhéran par son avocate Leilah Ahsan, est fournie au Post par la famille du journaliste emprisonné.

## Procès

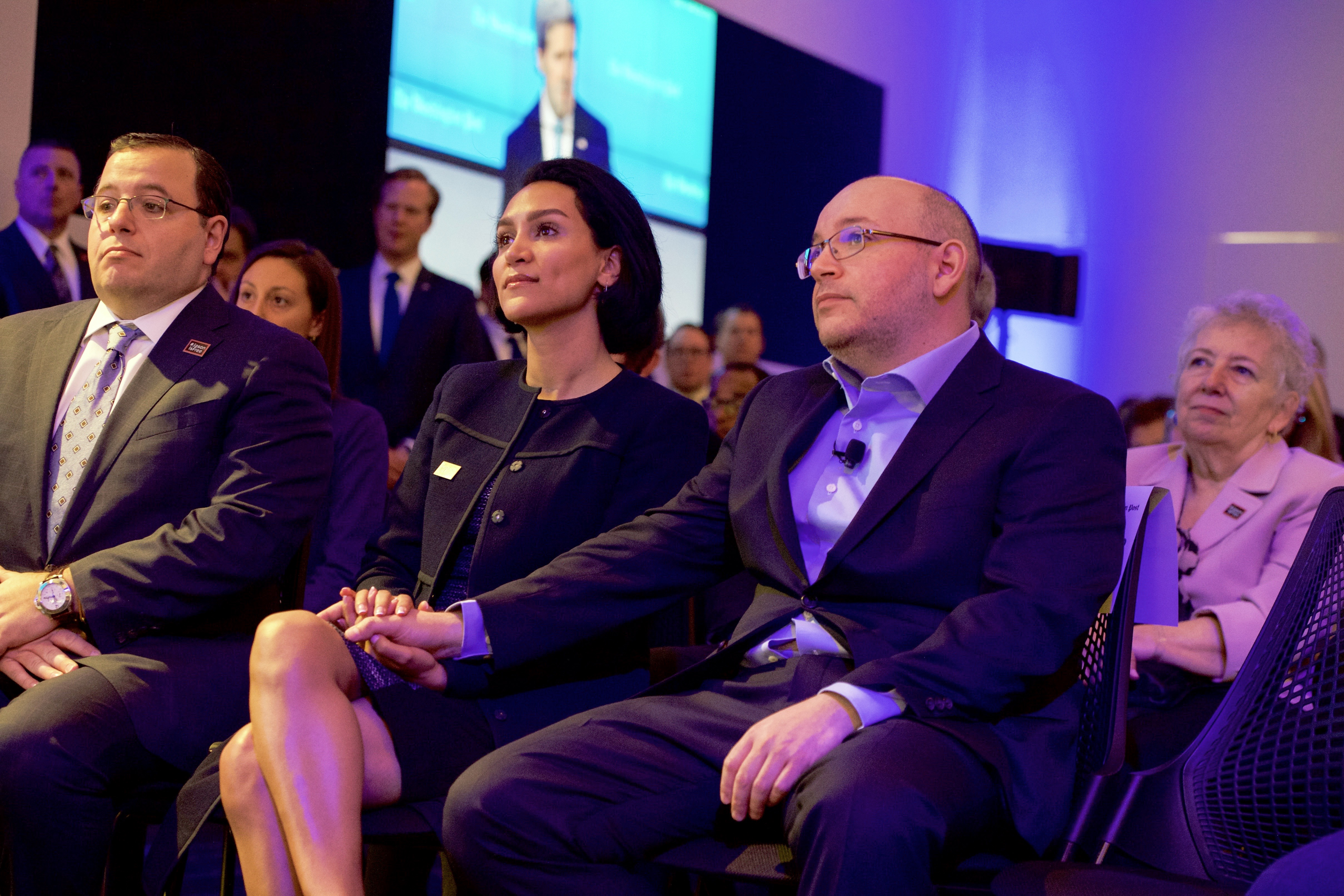
Jason Rezaian et sa femme regardent une conférence sur la liberté de la presse donnée par John Kerry après la libération de Rezaian.

Le procès de Rezaian débute le 26 mai 2015 à la branche 15 du tribunal révolutionnaire de Téhéran. Les débats ne sont pas publics. Selon son frère, Ali Rezaian, le gouvernement iranien fonde ses accusations sur deux éléments de preuve : une demande de visa américain pour l'épouse de Jason, Yeganeh Salehi, et une lettre type envoyée à l'équipe de transition de Barack Obama à la Maison-Blanche en 2008 offrant une assistance pour améliorer les relations entre les États-Unis et l'Iran. Le 12 octobre, The Washington Post déclare que Rezaian a été condamné. Le 22 novembre, un porte-parole de la justice iranienne déclare que Rezaian a été « condamné » à « la prison », mais ne fournit pas plus de détails.

## Réactions

### Médias
Six semaines avant leur arrestation, Jason Rezaian et Salehi ont été filmés pour les docu-séries CNN Anthony Bourdain: Parts Unknown, où ils avaient discuté de la culture iranienne et de leur héritage avec l'animateur Anthony Bourdain. En écrivant pour The Washington Post, Bourdain exprime son choc face à la détention du couple, déclarant : « Ce sont de bonnes personnes, très aimées et admirées dans le monde entier. Malheureusement, je m'habitue à voir de mauvaises choses arriver à de bonnes personnes. Mais je ne peux pas m'y habituer, ni jamais comprendre. Ce couple merveilleux n'est un danger pour personne. Ils ne sont l'ennemi de personne. Ils sont sans blâme ni malveillance. »
Une chronique de Vatan-e-Emrooz, un journal persan « proche de l'establishment sécuritaire », accuse Rezaian d'avoir réalisé et distribué Happy Iraniens, une vidéo hommage à la chanson de Pharrell Williams Happy, qui a fait polémique en Iran et conduit à l'arrestation des participants. La chronique allègue également que Jason Rezaian et sa femme sont des espions américains et pourraient agir en tant qu'agent de liaison pour le groupe de pression du Conseil national irano-américain basé aux États-Unis. Selon l'Agence France-Presse, ces allégations ne sont pas fondées. Dans The New Yorker, la journaliste Laura Secor affirme que les « accusations clairement inventées » sont « à la fois manifestement absurdes et tout à fait banales pour l'Iran ».
Certaines sources pensent que le moment de l'arrestation et les annonces ultérieures du statut juridique de Rezaian ont été calculés pour influencer le président iranien, Hassan Rohani, dans les pourparlers sur la prolifération nucléaire avec les États-Unis. Le New York Times note que Rezaizan « servait peut-être de pion » dans une lutte interne iranienne entre des réformateurs comme Rohani et des partisans de la ligne dure,,.
En juillet 2015, le journaliste Major Garrett fait la une des journaux lorsqu'il demande au président Obama lors d'une conférence de presse pourquoi il est « content » de l'accord sur le programme nucléaire de l'Iran qui a laissé quatre Américains piégés en Iran, faisant référence à Rezaian et à trois autres (Amir Mirza Hekmati, Saeed Abedini et Robert Levinson). Obama réprimande Garrett en répondant : « Je dois vous féliciter, Major, pour la façon dont vous élaborez ces questions. L'idée que je suis « satisfait » et que je me réjouisse alors que des citoyens américains languissent dans les prisons iraniennes, Major, c'est un non-sens, et vous devriez le savoir. Maintenant, si la question est de savoir pourquoi nous n'avons pas lié les négociations à leur libération, réfléchissez à la logique que cela crée. Soudain, l'Iran réalise : « Vous savez quoi ? Peut-être pouvons-nous obtenir des concessions supplémentaires de la part des Américains en retenant ces individus. » »,.
Reporters sans frontières déclare que « Rezaian est victime d'une lutte de pouvoir entre différentes factions gouvernementales. Il est utilisé par un régime qui, depuis 1979, a souvent échangé des détenus étrangers (ou ayant une double nationalité) contre des agents iraniens détenus dans d'autres pays. » Reporters sans frontières révèle également avoir découvert que les éléments de preuve cités dans l'acte d'accusation écrit consistaient uniquement en des courriels personnels et professionnels de Rezaian, dont des phrases avaient été extraites de leur contexte.

### Campagnes pour sa libération
Plusieurs campagnes internationales pour sa libération ont lieu. Son cas est une pièce maîtresse de la campagne Press Uncuffed menée par Dana Priest et ses étudiants à la Philip Merrill School of Journalism de l'université du Maryland en collaboration avec le Comité pour la protection des journalistes,. L'épouse et la mère de Jason Rezaian portent des bracelets Press Uncuffed lors d'une visite à la prison où Rezaian est détenu. Ali Rezaian, le frère de Jason, mène une pétition en ligne sur Change.org que plus de 530 000 personnes du monde entier signent ; lui et un groupe de partisans la remettent en main propre au consulat iranien le 3 décembre 2015.

### Réactions gouvernementales
En Iran, le 6 août 2014, le vice-ministre des Affaires étrangères, Hassan Ghashghavi, déclare que les arrestations sont « une question intérieure et non une question concernant les États-Unis ». Il déclare : « Nous n’acceptons pas la double nationalité. Si une personne entre en Iran avec un passeport iranien, elle est considérée comme une citoyenne iranienne. »
A l'ONU, le 19 septembre 2014, le Secrétaire général des Nations unies Ban Ki-moon déclare qu’il a directement appelé les autorités iraniennes à libérer Rezaian et son épouse.
Aux États-Unis, le 28 juillet 2014, la porte-parole du département d’État, Jen Psaki, déclare : « Nous appelons le gouvernement iranien à libérer immédiatement M. Rezaian et les trois autres individus. »

### Sénat des États-Unis
Le 11 mai 2015, le Sénat des États-Unis appelle à la libération de Jason Rezaian lors d'un vote 90-0. Dix sénateurs n'ont pas voté.

## Libération

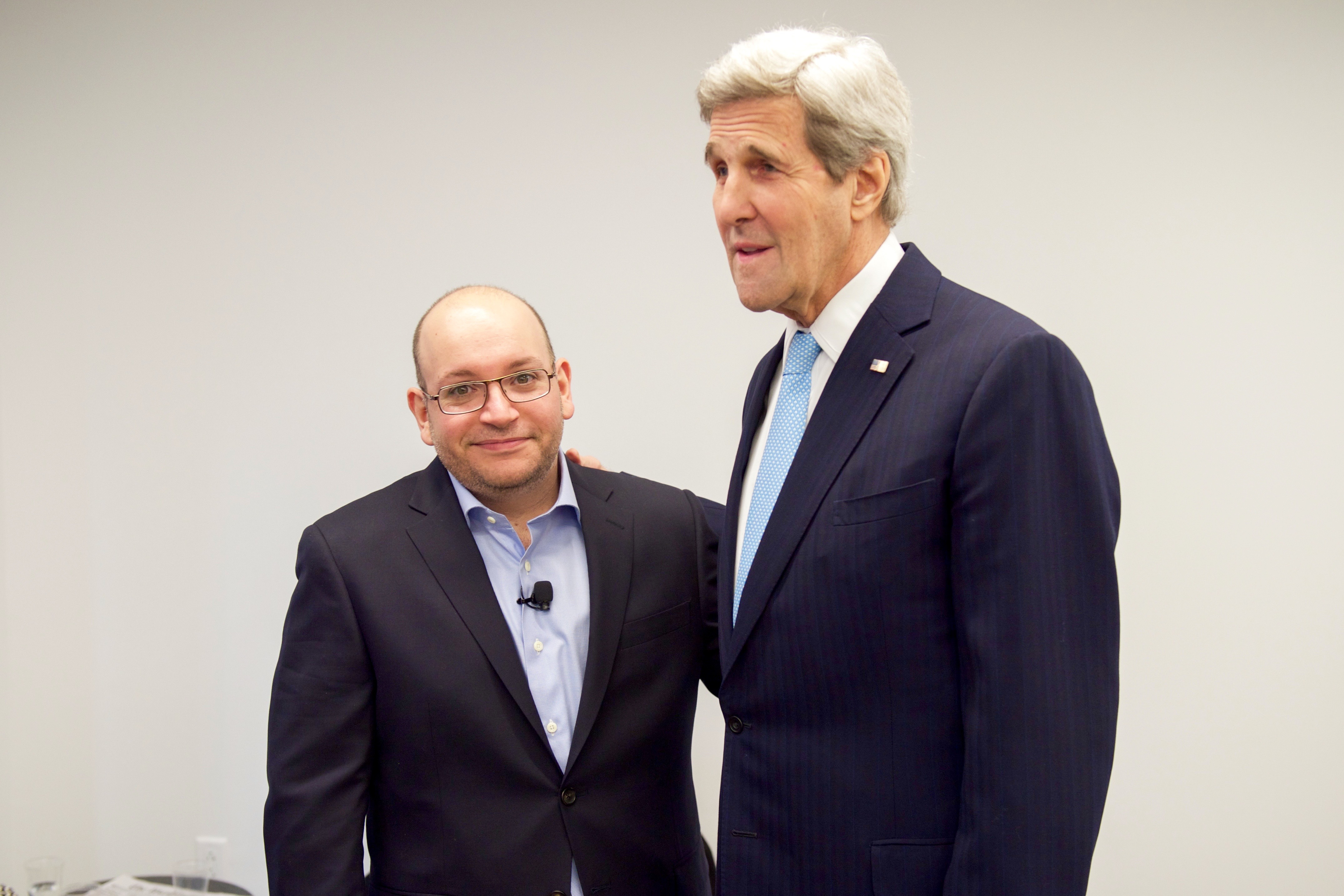
John Kerry et Jason Rezaian.

Le 16 janvier 2016, Rezaian est libéré en même temps que trois autres prisonniers américains et autorisé à quitter l'Iran en échange de la libération de sept prisonniers iraniens et de l'abandon des charges contre quatorze autres Iraniens,. Le jour même de sa libération, les Etats-Unis débloquent 1,7 milliard de dollars de comptes iraniens gelés.
Jason Rezaian a écrit un livre, Prisoner: My 544 Days in an Iranian Prison, publié en janvier 2019, détaillant son expérience de captivité en Iran. Il a publié un podcast, 544 jours, en 2021.

## Distinctions
Rezaian est le récipiendaire 2016 de la Médaille McGill pour le courage journalistique du Grady College of Journalism and Mass Communication.

## Filmographie
Son arrestation a fait l'objet du film iranien Gando réalisé en 2018 par Javad Afshar, avec Payam Dehkordi dans le rôle de Jason Rezaian.